# Jawor
Jawor este un oraș în Polonia.
Aici se află Biserica Păcii, care a fost inclusă în anul 2001 în patrimoniul UNESCO. 

## Personalități
- Nicholas Magni (1355–1435)
- Christoff Rudolff (1499-1545)
- Heinrich Gottfried von Mattuschka
- Gerhard Bersu (1889-1964), German
- Max Otto Koischwitz (1902–1944)
- Heinz Finke (1920–1996)

## Galerie

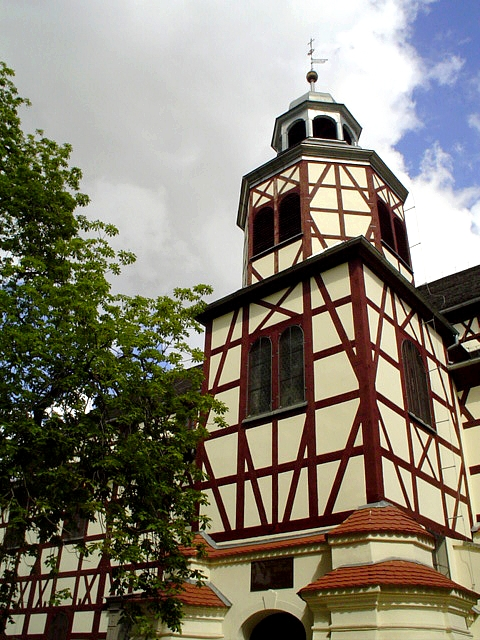
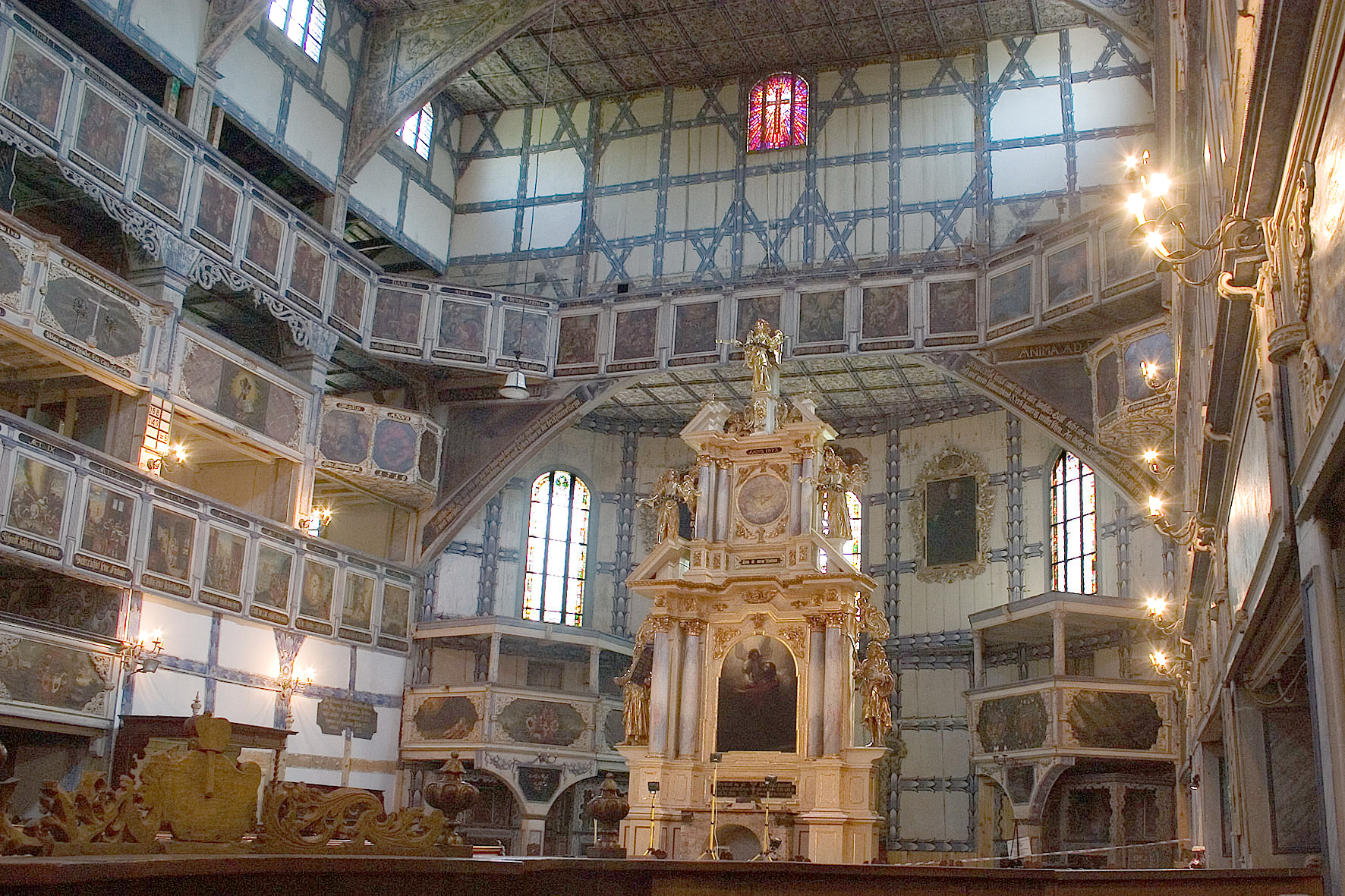
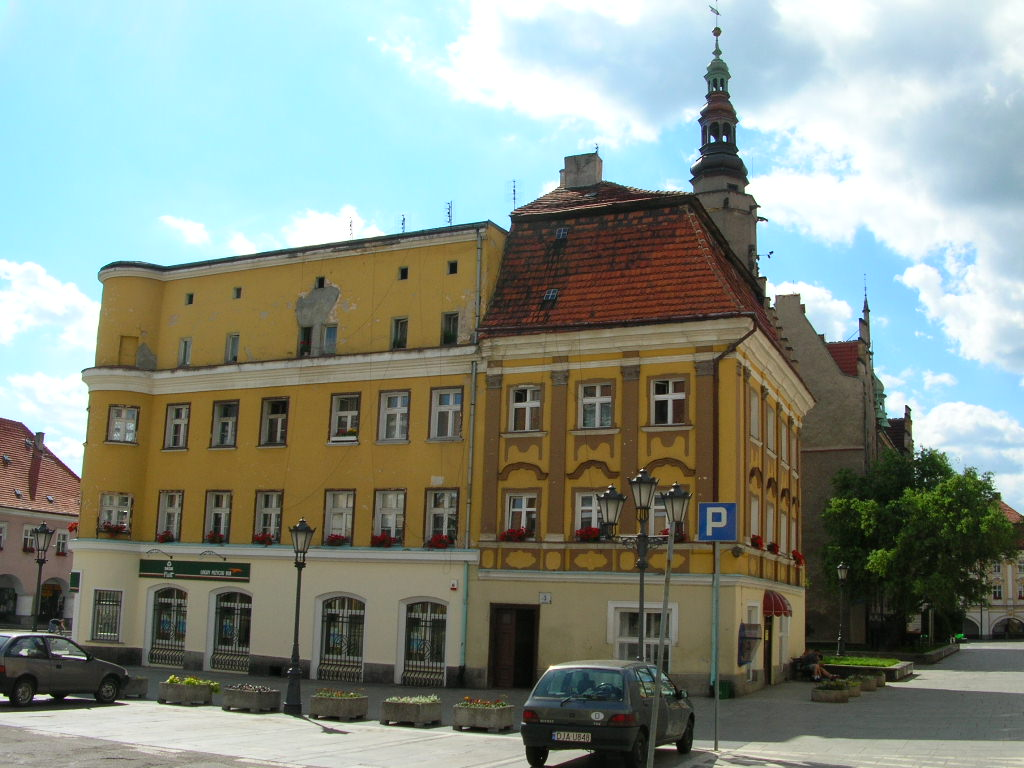